# Parni avtomobil
Parni avtomobil je avtomobil, ki uporablja za pogon parni stroj. Parni stroji so bili razviti več kot sto let pred motorji z notranjim zgorevanjem kot so npr. bencinski ali dizelski motorji. Vendar so bili parni stroji težki, zato parni avtomobili niso bili tako praktični kot npr. parne lokomotive ali pa parne ladje.